# Trissonchulus quinquepapillatus
Trissonchulus quinquepapillatus är en rundmaskart som beskrevs av Yeates 1967. Trissonchulus quinquepapillatus ingår i släktet Trissonchulus och familjen Ironidae. Inga underarter finns listade i Catalogue of Life.